# Een vreemd verhaal
Een vreemd verhaal is een volksverhaal uit Suriname.

## Het verhaal
Nicolaes A. Wassenaar is geneesheer in Amsterdam en noteerde dit verhaal van Lourens Lourenszoon, een zeeman uit Zeeland die acht jaar lang bij de menseneters van de Wilde Kust heeft gewoond en in 1626 terugkeerde.
De Arocouros vertelden over een volk zonder hoofden. Ze beloofden hem naar hen toe te brengen, omdat hij hen niet geloofde. Ze maakten hun boten klaar, ze gingen op oorlogspad met pijl-en-boog. Ze roeiden naar het oosten en gingen aan land na twee dagen. Ik zag meer dan honderd vreemde wezens die visten, maar wegvluchtten toen ze ons zagen. Een werd ingesloten en bleek ongelofelijk sterk. Ze namen hem mee naar het dorp en zijn neus groeide midden op zijn borst en zijn oren zaten onder de oksels en waren erg klein. Het wezen schreeuwde toen de Arocouros het met stokken doodden.

Of het vlees lekker smaakt, weet ik niet. De indianen zijn gewend om het vlees van degene die ze versloegen op te eten. Ik heb het ook eens geproefd, zonder het te weten. Toen ik hoorde wat het was, moest ik braken en wist dat het voor God een gruwel was. Tijdens mijn verblijf onder de menseneters heeft niemand zijn vijand daarna nog opgegeten.

## Achtergronden
- De vertellingen in Suriname staan in verband met de religie van verschillende bevolkingsgroepen. De Indianen, Creolen, Marrons, Hindoestanen, Javanen, Chinezen, Libanezen, Hollandse kolonisten en Joden brachten elk eigen gebruiken en wezens mee naar het land. Niemand twijfelt aan hun bestaan en goede of kwade kracht. In Paramaribo, de Nederlandse invloed was daar groot, lijken de verhalen op gewone spookverhalen. Begraafplaatsen liggen daar midden in de stad. In het binnenland, de districten en plantages, liggen ze ver verwijderd van het dorp. In Suriname zijn verhalen bekend over de yorka (spook), leba (geest), bakru (geest), asema (vampier), didibri (draak) en andere wezens. De wezens worden soms met een ander wezen vergeleken (tussen haakjes), maar deze vergelijking is niet sluitend. Er worden in Suriname veel dingen versluierd, van officiële (Nederlandse, christelijke) zijde is altijd gestreden tegen het bijgeloof.
- In andere delen van Guiana zijn verhalen over mannen met hoofden onder de schouders. In brieven aan de koning schreven de eerste Spaanse reizigers over een plaats waar talrijke Indianen, met schouders hoger dan hun schedel, woonden.
- Het verhaal verscheen in Suriname: Spiegel der vaderlanse kooplieden, Ursy M. Lichtveld en dr. Jan Voorhoeve, 1958 en in Twaelfde deel of 't vervolgh van het Historisch Verhael aller gedenckwaerdiger geschiedeniss. die in Europa, Asia, Africa, America, voorgevallen zijn, 1627. Er wordt verwezen naar Korte en wonderlijcke Beschryvinge, Van de seltsame Wanschepsels Van Menschen, die ghevonden worden in het Coninckrijck Guianae, aen het Meyr Parime. Als mede van de Satyrs, en van de Vrouwen die Amazoonen Genoemt worden, daer van de oude Historien gewach maecken uit ca. 1660 (anoniem).